# Соммерхьельм, Матиас
Матиас Отто Лет Соммерхьельм (норв. Mathias Otto Leth Sommerhielm; 22 августа 1764, Коллинг, Дания — 15 ноября 1827, Стокгольм) — датско-норвежский политический и государственный деятель, премьер-министр Норвегии в Стокгольме (1822—1827), юрист, кандидат юридических наук (1785).

## Биография
До 1785 года изучал латынь и право в Копенгагенском университете. Затем переехал в Христианию, где в 1789 году был назначен судебным прокурором.
В 1810 г. стал комиссаром графства в Смоленене (Эстфолл). Был участником собрания знати в Эйдсволле, на котором Норвегия провозгласила независимость от Дании 16 февраля 1814 года. С 1815 по 1822 год занимал пост первого министра.
В 1814—1815 и 1816—1817 годах был министром юстиции, в 1818—1819 годах — военным министром, в 1820—1821 годах — министром военно-морского флота.
С 9 июля 1822 по 15 ноября 1827 года занимал пост премьер-министра Норвегии после отставки Педера Анкера.
М. Соммерхьельм стал вторым премьер-министром Норвегии, резиденция которого находилась в Стокгольме.